# Papuina
Papuina is een geslacht van weekdieren uit de klasse van de Gastropoda (slakken).

## Synoniem
- Papuina (Pinnadena) periwonensis Dell, 1955 => Megalacron periwonensis (Dell, 1955)